# 重建社會保障國民會議
重建社會保障國民會議（日语：社会保障を立て直す国民会議），原名無所屬之會（日语：無所属の会）是日本的一个议会党团，以前民進黨在日本眾議院的黨團为主。在民進黨與希望之黨合併後，剩下不參加兩黨合併後的国民民主党，亦不加入分裂自民進黨的立憲民主黨的眾議院議員所組成，以前民進黨代表岡田克也及前首相野田佳彥等民進黨大老為核心人物。2019年1月16日，因前一日黨代表岡田克也等9人轉投立憲民主黨旗下的無黨籍黨團，繼任者野田佳彥宣佈將該黨團改名為「重建社會保障國民會議」。
2019年9月30日與其他左派黨團整合為新黨團「立憲民主·国民·社保·無黨籍論壇」，其中「社保」即代表該黨團，該黨團至2020年9月加入立憲民主黨及国民民主党合組以成的新立憲民主党。

## 概要
2017年10月28日舉行的第48屆日本眾議院議員總選舉中，前民進黨代表前原誠司決定民進黨不提名參選，並與由小池百合子擔任黨魁的希望之黨統一提名，但小池代表卻表示，不會將民進黨所有人都提名，事後，以前官房長官枝野幸男為首的數名國會議員另組立憲民主黨，而剩下不被希望之黨提名的人，包含前民進黨代表岡田克也及前首相野田佳彥等民進黨大老則以無黨籍參選，結果希望之黨慘敗，立憲民主黨則躍昇第二大黨，事後，以無黨籍參選的人則組成了無所屬之會，以黨團的形式存在。

## 歷史
2017年10月22日未獲希望之黨及立憲民主黨提名，以無黨籍當選的10多名民進黨籍眾議院議員於國會會談，並決定由岡田克也為領導，組成黨團，並號召除民進黨黨魁，並已表明將加入希望之黨的前原誠司以外的17名議員參加。岡田並言「以中間派為政治主張」、「獨自一人在國會活動是有界限的」、「在野黨應盡力合作，要成為立憲民主黨與希望之黨合作的交點」等。
26日正式成立提出黨團申請，名稱為無所屬之會，領導為岡田，參加者除岡田外為安住淳、江田憲司、野田佳彥等12人
作為仍保有參議院及地方組織的民進黨，於27日召開兩院議員總會，確定不與希望之黨合併，黨團繼續存在。而下一屆民進黨代表(黨魁)，無所屬之會代表、依然保有民進黨籍的岡田克也呼聲很高，不過本人予以否認，然後，前原誠司辭職，31日，由參議員大塚耕平出任第4任，也是最後一任的民進黨代表。
2018年5月7日民進黨與希望之黨正式合併成為國民民主黨，平野博文、篠原孝3人加入該黨，與立憲民主黨親近的菊田真紀子加入立憲民主黨團，成員只剩10人。8日，福田昭夫加入立憲民主黨，另一方面，自希望之黨離黨的大串博志等3人及保有民進黨籍的玄葉光一郎加入，成員再次增加為13人。
2019年1月15日，黨團代表岡田克也、幹事長大串博志以及安住淳、中川正春等9人加入立憲民主黨旗下的黨團「立憲民主黨·無所屬論壇」，導致該黨團僅剩4人。翌日，繼任代表野田佳彥宣佈黨團改名為「重建社會保障國民會議」，並且有3名無黨籍議員新加入該黨團。
2019年9月30日與其他左派黨團整合為新黨團「立憲民主·国民·社保·無黨籍論壇」。

## 成員
| 眾議院議員                  | 眾議院議員                | 眾議院議員                 | 眾議院議員                 | 眾議院議員                |
| --------------------------- | ------------------------- | -------------------------- | -------------------------- | ------------------------- |
| 玄葉光一郎 福島3區、眾9、有 | 野田佳彦 千葉4區、眾8、有 | 松原仁 比例東京、眾3、無   | 廣田一 高知2區、眾1參2、無 | 井出庸生 長野3區、眾3、無 |
| 重德和彦 愛知12區、眾3、有  | 中島克仁 山梨1區、眾3、無 | 柿澤未途 比例東京、眾4、無 |                            |                           |

※　有／無是指民進黨解散時、是否具有民進黨籍國會議員資格